# 大谷米太郎
大谷 米太郎（おおたに よねたろう、1881年7月24日 - 1968年5月19日）は、日本の実業家、稲川部屋所属の元大相撲力士。四股名は鷲尾嶽。太平洋戦争前は「鉄鋼王」と称された。戦後の一時期は菊池寛実、南俊二とともに「日本の三大億万長者」と並び称された。ホテルニューオータニ創業者。

## 来歴・人物
富山県西礪波郡正得村（現・小矢部市）水落集落出身。
貧農の家庭に長男として生まれ、31歳になるまで一家を養うために農家の小作として使われる生活を送った。31歳の時、僅かな金（20銭）を親から借りて裸一貫で上京したが、保証人もいない単身田舎から出てきた男にまともな仕事は見つからず、日雇人夫となっていた。
やがて力自慢でならしていた米太郎に稲川部屋から声がかかり、大相撲力士となる。砺波山（後に改名して鷲尾嶽）の四股名で褌担ぎから幕下筆頭にまでなるものの、手の指に障害を負っていたことが原因で幕内に上る事を断念して引退。鷲尾獄酒店を立ち上げ酒屋に転身する。鷲尾獄酒店は現金取引を優先したことで利益を上げ、国技館一手扱いの酒屋となった。この頃米太郎は結婚し、更に儲かる仕事を求めて1919年に鉄鋼圧延用のロールを作る東京ロール製作所を起業。弟の竹次郎（松竹の大谷竹次郎とは同姓同名の別人）を富山から呼び寄せ、竹次郎と二人三脚の事業展開を行なう事になる。
1923年9月1日の関東大震災では米太郎の工場も全焼の被害を受けるが、今度は震災復興に伴う鉄鋼需要に注目。1919年に設立した大谷製鋼所は、建築関係の鉄鋼製品の製造で利益を挙げた。更に材料の特殊鋼製造にも着手し、1939年に大谷製鐵を設立。翌1940年には大谷製鐵・東京ロール製作所・大谷製鋼所が合併し、大谷重工業となった。加えて満州にまで進出し、当時の「鉄鋼王」とまで呼ばれた。この間、1926年の東京市会議員選挙に本所区から立候補したが次点で落選した。
1942年1月、大日本帝国の賞勲局から紺綬褒章を与えられた。
太平洋戦争では満州地域での事業を失うなど損害を受けたものの、朝鮮特需で大谷重工業にも活気が戻る。余勢を駆って星製薬を傘下に収め、同社の本社工場跡地にTOCビルを計画（完成は米太郎死後の1970年）するなど、企業の買収や再建にまで手を広げた。
1964年、東京オリンピックの開催が決まり、東京の宿泊地不足に対して米太郎はホテルニューオータニを建設し、社長に就任。ニューオータニは開業したものの、直後に大谷重工業の経営不振が露呈。開業の翌年には社長の座を追われ、大谷重工業も八幡製鐵が経営支援に乗り出して実権を失う。
1960年、地元の小矢部市役所建設のため、1962年、富山県立大谷技術短期大学（現：富山県立大学）の設立のため、それぞれ私財を寄付した。
1968年に脳腫瘍で死去、享年86。死去から9年後の1977年6月、大谷重工業は大阪製鋼と合併し、合同製鐵として新たなスタートを切った。

## エピソード
- 米太郎は銀行嫌いで有名で、取引はすべて現金決済とし口座すら持たなかった。これが裏目に出ることもしばしばあり、大谷製鐵を設立した際には戦時統制の絡みから当局の認可が必要だったが、信用調査に手こずりようやく認可を得た経緯がある。
- 蔵前国技館の建設にあたっては、米太郎が勧進元となり完成にこぎつけた。また浅草寺寶蔵門も、1964年に米太郎の寄進によって再建されたものである。
- 浮世絵のコレクターでも知られ、彼のコレクションはニューオータニ美術館で見ることができた。この美術館は2014年3月23日をもって閉館した。
- 当初、ホテル業に乗り出すことなど考えていなかった。しかし東京オリンピック開催が決まった後に当時のオリンピック担当大臣である川島正次郎からオリンピックのためぜひホテルを建てて欲しいと頼まれてホテル建設を決意したと本人は語っている[4]。

## 家族
- 長男・大谷哲平（1907年生） - 幼名利三郎。大谷重工業などの重役のほか、日本大学理事なども務めた。長男の大谷利勝は日本大学名誉教授、旧磯野家住宅などを所有する大谷美術館館長[5]。
- 二男・大谷孝吉（1910年生） - 星製薬社長、星薬科大学理事長。満洲ロール製作所、東京ロール製作所、満洲大谷重工業、大谷重工業、昭和電極、昭和電機製造、天津大谷製鋼所役員なども務めた。早稲田大学機械科卒[6]。
- 三男・大谷米一（1916-1995） - 昭和電機製造、大谷工業各社長、ホテルニューオータニ3代目社長・会長。岳父に佐藤助九郎 (12代)。長男の大谷和彦（1946-2025,1）はホテルニューオータニ4代目社長[7]。
- 弟・大谷竹次郎（1895-1971） - 小学校卒業後、兄米太郎同様力士となった[8]。米太郎を補佐して各社を任され、昭和電極社長などを務めた[9]。竹次郎は再建屋としても有名で、昭和電極もそのひとつだった[9]。小矢部市名誉市民[10]。1970年に宅地山林などを西宮市に売却した益により、同年の長者番付全国1位となった[9]。美術品収集でも知られ、私邸とともに西宮市に寄贈し、没後の1972年に西宮市大谷記念美術館として開館[11]。実子はなく、養子に甥の大谷米一のほか、大谷勇（旧姓早坂、昭和電極社長など）。勇は教育関係の寄付に熱心だった竹次郎の遺志を継いで大谷教育文化振興財団初代理事長のほか、小矢部市立大谷中学校設立などに寄与した[10]。勇の長男に大谷製鉄、関西興業社長・大谷寿一[12]。